# Cantonul Montaigu-de-Quercy
Cantonul Montaigu-de-Quercy este un canton din arondismentul Castelsarrasin, departamentul Tarn-et-Garonne, regiunea Midi-Pyrénées, Franța.

## Comune
- Belvèze
- Montaigu-de-Quercy (reședință)
- Roquecor
- Saint-Amans-du-Pech
- Saint-Beauzeil
- Valeilles